# Вранкен, Ваутер
Ваутер Вранкен (нидерл. Wouter Vrancken; род. 3 февраля 1979[…], Синт-Трёйден, Лимбург) — бельгийский футбольный тренер и бывший футболист, выступавший на позиции опорного полузащитника.

## Клубная карьера
Начинал свою карьеру игрока в семь лет в детской команде «Оуд» из деревни Грут-Жельмен близ его родного Синт-Трёйдена. Его профессиональная карьера началась в 1996 году уже в первой команде «Сент-Трюйден». Он дебютировал в высшем дивизионе бельгийского футбола 13 сентября следующего года в матче с «РВД Моленбек». Первоначально Вранкен совмещал футбол с учёбой, но вскоре тренер Полл Петерс убедил его бросить учёбу и сосредоточиться на футбольной карьере. Уже после первого сезона Ваутер получил предложение из «Генка», но его клуб ответил команде Эме Антюэниса отказом.
В другой клуб Вранкен перешёл лишь в 2004 году, оказавшись в составе «Гента». Там он сформировал дуэт с Мубараком Буссуфой в центре полузащиты, получивший высокие оценки по итогам сезона. В конце сезона они оба совершили переход: Буссуфа — в «Андерлехт», Вранкен — в «Генк», в составе которого он сразу же стал вице-чемпионом страны.
Последним клубом в карьере Вранкена стал «Кортрейк», возглавляемый Жоржем Лекенсом. В октябре 2010 года он завершил карьеру после продолжительной травмы, и его контракт с «Кортрейком» был расторгнут.

## Тренерская карьера
Вранкен начал свою тренерскую карьеру в ФК «Гравело». Затем он перешёл на работу в команду «Тессендерло», с которой за три сезона продвинулся из первого дивизиона местной провинции во второй дивизион любительского чемпионата Бельгии.
Значительного успеха на тренерском поприще добился во главе «Мехелена». Он возглавил команду 21 августа 2018 года после отставки Денниса ван Вейка. После трёх туров «Мехелен» находился на предпоследней строчке в турнирной таблице, Вранкен же смог выправить положение и вернуть команду в Лигу Жюпиле. Также «Мехелен» выиграл Кубок Бельгии, став первой командой из Первого дивизиона, выигравшей этот трофей, после «РРК Турнэ» в 1956 году.
В конце мая 2022 года руководство «Генка» объявило, что достигло соглашения с «Мехеленом» о переходе Вранкена, в результате чего он стал главным тренером клуба с сезона 2022/23. Вместе с Вранкеном в новый клуб перешли также его ассистенты Кевин ван Дессел и Гленн ван Рикегем.

## Личная жизнь
Вранкен женат, его супругу зовут Карен. У пары две дочери и сын.

## Достижения

### Как игрока
«Сент-Трюйден»
- Кубок лиги: 1998/99

### Как тренера
«Мехелен»
- Кубок Бельгии: 2018/19
- Победитель Первого дивизиона 2018/19